# Емих Леополд фон Лайнинген-Дагсбург-Фалкенбург
Емих Леополд фон Лайнинген-Дагсбург-Фалкенбург (на немски: Emich Leopold von Leiningen-Dagsburg-Falkenburg; * 6 ноември 1685; † 2 януари 1719) е граф на Лайнинген-Дагсбург-Фалкенбург-Гунтерсблум.

## Произход и наследство
Той е вторият син на граф Йохан Лудвиг фон Лайнинген-Дагсбург-Фалкенбург в Гунтерсблум (1643 – 1687) и втората му съпруга графиня София Сибила фон Лайнинген-Вестербург (1656 – Оберброн), втората дъщеря на граф Йохан Лудвиг фон Лайнинген-Вестербург (1625 – 1665) и съпругата му Сибила Христина фон Вид (1631 – 1707). Майка му се омъжва втори път на 15 ноември 1691 г. за ландграф Фридрих II фон Хесен-Хомбург (1633 – 1708).
По-малък брат е на Карл Лудвиг фон Лайнинген-Дагсбург-Фалкенбург (1679 – 1709) и полубрат на Йохан Лудвиг фон Лайнинген-Дагсбург-Фалкенбург (1673 – сл. 1699).
Графската линия Лайнинген-Дагсбург-Фалкенбург е разделена през 1658 г. на линиите Лайнинген-Дагсбург († 1706), Лайнинген-Хайдесхайм; († 1766) и Лайнинген-Гунтерсблум (до 1774).
Емих Леополд умира на 2 януари 1719 г. Графството Дагсбург попада през 1774 г. на линията Лайнинген-Дагсбург-Харденбург.

## Фамилия
Емих Леополд се жени на 5 март 1709 г. за първата си братовчедка графиня Шарлота Амалия фон Лайнинген-Дагсбург-Фалкенбург (1682 – 1729), дъщеря на чичо му граф Емих Христиан фон Лайнинген-Дагсбург-Фалкенбург (1642 – 1702) и Христина Луиза фон Даун, Фалкенщайн и Лимбург (1640 – 1702). Те имат децата: 
- Емих Лудвиг (1709 – 1766), граф на Лайнинген-Дагсбург-Фалкенбург, женен на 27 март 1752 г. за графиня Поликсена Вилхелмина фон Лайнинген (1730 – 1800)
- София Елеонора Елизабет (1710 – 1768), омъжена 1730 г. за граф Йохан Лудвиг Вилхелм фон Лайнинген-Дагсбург-Фалкенбург († 1762)
- Ернст Леополд (1712 – 1732)
- Фридрих Теодор Лудвиг (1715 – 1774), граф на Лайнинген-Дагсбург-Фалкенбург, женен на 5 януари 1740 г. за Магдалена София Левенхаупт, графиня цу Разеборг и Фалкенщайн (1699 – 1766)
- Райнхард Адолф Карл (1716 – 1719)
- Амалия Мария Анна Филипина (1717 – 1717)